# Minęła dwudziesta
Minęła dwudziesta (zapis stylizowany: Minęła 20) – pierwszy wieczorny program informacyjno-publicystyczny TVP Info. Premierowe wydanie, prowadzone przez Martę Kielczyk, ukazało się 9 października 2007. Program poruszał najważniejsze tematy dnia. Do studia zapraszani byli najczęściej politycy, eksperci i publicyści, rzadziej inne osobowości. Program był nadawany w latach 2017–2023 około godziny 20:13, po „Gościu Wiadomości”. Trwał około 50 minut, w wyjątkowych przypadkach dłużej. W czasie przerwy wakacyjnej audycji „Forum” program był nadawany także w piątki.

## Prowadzący
- Monika Borkowska (2023)[1]
- Ewa Bugała (2020–2023)
- Jacek Cholewiński
- Piotr Czyszkowski
- Marek Czyż
- Dorota Gajewska
- Bartłomiej Graczak
- Danuta Holecka (2018–2023)[2]
- Igor Janke (2010)[3]
- Marta Kielczyk
- Adrian Klarenbach
- Miłosz Kłeczek[4]
- Karolina Lewicka (2011–2016)
- Magdalena Ogórek
- Jan Ordyński
- Joanna Osińska (2011–2016)
- Jarosław Kulczycki (2023)
- Mariusz Pietrasik
- Michał Rachoń (2016–2023)
- Iwona Sulik
- Marcin Szczepański
- Krzysztof Świątek
- Maciej Wąsowicz
- Krzysztof Ziemiec (2018–2023)[5]